# Alan William Halliday Pearsall
Alan William Halliday Pearsall, meist zitiert A. W. H. Pearsall, (* 14. November 1925 in Leeds; † 31. März 2006 in London) war ein britischer Marinehistoriker und Eisenbahn-Historiker (speziell Eisenbahnfähren). Er war von 1955 bis 1985 am National Maritime Museum in Greenwich (London).
Pearsall war der Sohn des Biologen William Pearsall (Fellow der Royal Society). Er diente ab 1942 einige Zeit in der Royal Navy im Indischen Ozean und schied dann aus Krankheitsgründen aus. Er studierte an der Universität Cambridge und begann seine Promotion am King’s College London bei Gerald S. Graham (1903–1988), brach diese aber ab. Er ging 1955 auf Empfehlung von Graham ans National Maritime Museum, wo er Kurator für Manuskripte und Historiker war. 1985 ging er in den Ruhestand. Er veröffentlichte relativ wenig und wirkte hauptsächlich durch persönlichen Kontakt mit vielen Marinehistorikern weltweit, die am National Maritime Museum forschten. Auf seinen Rat hin wurden Logbucheintragungen des 18. Jahrhunderts für Klimaforschung benutzt.
Er war im Rat der Navy Records Society und deren Vizepräsident.
Er war Mitglied der London Docklands History Group, die sich im Ende meist vergeblich um die Erhaltung historischer Gebäude bemühte.

## Schriften
- The Second Dutch War: de tweede Engelse oorlog 1665-1667, National Maritime Museum 1967
- Naval Aspects of the Landings on the French Coast, 1758, in Nicholas Rodger (Hrsg.) Naval Miscellany, volume 5 Publications of the Navy Records Society, 1985, S. 207–243.
- Herausgeber mit John Hattendorf, R. J. B. Knight, Nicholas Rodger, Geoffrey Till, Sainsbury  British Naval Documents 1204-1960, Navy Records Society, Centenary Volume (Band 131), 1993
- er schrieb bzw. überarbeitete viele Biographien von (meist unbekannteren) Marineangehörigen im Oxford Dictionary of National Biography